# Giro de Lombardía 1909
El Giro de Lombardía 1909, la 5.ª edición de esta clásica ciclista, se disputó el 7 de noviembre de 1909, con un recorrido de 266 km entre Milán y Como. El vencedor final fue el italiano Giovanni Cuniolo, que se impuso en la línea llegada a los franceses Omer Beaugendre y Louis Trousselier, que acabaron segundo y tercero respectivamente. La prueba presenta un récord de participación: se inscriben 415 corredores, se presentan en la salida 355 y llegan a meta 293.

## Clasificación final
| Posición | Ciclista                    | Equipo                      | Tiempo                      |
| -------- | --------------------------- | --------------------------- | --------------------------- |
| 1        | Giovanni Cuniolo            | Rudge Whitworth-Pirelli     | 6h13'21"                    |
| 2        | Omer Beaugendre             | Alcyon-Dunlop               | s.t.                        |
| 3        | Louis Trousselier           | Alcyon-Dunlop               | s.t.                        |
| 4        | Octave Lapize               | Biguet-Dunlop               | s.t.                        |
| 5        | Alfredo Tibiletti           | -                           | s.t.                        |
| 6        | 21 ciclistas a s.t. ex æquo | 21 ciclistas a s.t. ex æquo | 21 ciclistas a s.t. ex æquo |